# PIAT
PIAT (Projector, Infantry, Anti-Tank - proietto anticarro per fanteria) è stata un'arma anticarro adottata dall'Esercito britannico e da quelli del Commonwealth durante e successivamente alla seconda guerra mondiale. Esso sostituì il fucile anticarro Boys da 13,97 mm, ormai divenuto obsoleto dopo il 1941 essendo in grado di penetrare la corazza dei carri nemici solo di fianco e a breve distanza (le prestazioni dichiarate erano 21 mm di acciaio perforati a 300 m).
La principale peculiarità del PIAT era il suo funzionamento: non era infatti un lanciarazzi come i contemporanei bazooka e Panzerschreck, ma era invece costruito secondo il principio del mortaio spigot, che spara granate di maggiore calibro del lanciatore.
La granata non era quindi propulsa da un razzo ma da una carica di lancio, sistemata dentro il codolo della stessa. Questa carica era innescata da un mollone controllato dal grilletto, che la colpiva con violenza sufficiente per provocarne l'esplosione. Il sistema era corredato da un tozzo e pesante monopiede di sostegno, un meccanismo per il calcolo dell'alzo, un rozzo manico e un grande grilletto. La bomba era dotata di un codolo di stabilizzazione, ed era inserita dentro il tubo di lancio, con il codolo che a sua volta era inserito dentro un tubo più piccolo,

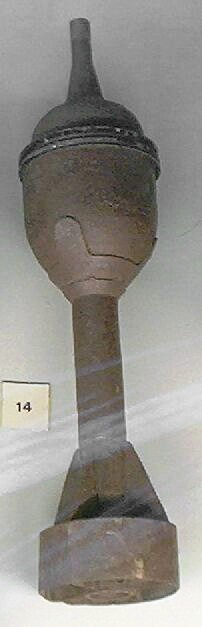
Proiettile HEAT per PIAT

Il PIAT era una tipica arma di concezione britannica, assai macchinosa e pesante, ma con una dose di inventiva non indifferente. La dotazione comprendeva sia una granata HEAT controcarro, sia esplosiva HE o nebbiogena, mentre l'alzo, con un monopiede e il mirino a tacche, era regolabile anche per le esigenze dei combattimenti nei centri abitati.
Ma il principale problema del PIAT era il suo principio, basato sulla molla d'armamento, perché manualmente era assai difficile da riarmare. Siccome essa veniva usualmente riarmata dall'esplosione della carica di lancio, se questa falliva, allora il PIAT diventava praticamente inutilizzabile: troppo difficile riarmarlo sotto il fuoco nemico. Ovviamente, la possibilità che una granata fallisse l'armamento era da tenersi sempre presente, ma mentre con altri tipi di lanciarazzi bastava sostituire il razzo, con il PIAT bisognava anche riarmare il meccanismo. Inoltre il fatto che la granata veniva sparata con una carica di lancio rendeva il lanciatore pesante e la gittata, a causa della forza dello scoppio, non poteva essere portata a livelli molto elevati, mentre non vi era alcun modo di ottenere una propulsione prolungata, come possibile con un motore a razzo.
Il PIAT rimase ben oltre la fine della guerra tra l'armamento standard della fanteria inglese, anche perché la granata, dato il calibro elevato, era assai efficace contro ogni corazzato. Ma in seguito venne sostituito senza rimpianti, anche perché la granata aveva la tendenza a esplodere improvvisamente al momento dello sparo, se conservata per troppo tempo. Se ne tentarono anche versioni sperimentali con 14 lanciagranate sistemati su veicoli leggeri e anche in altre combinazioni.

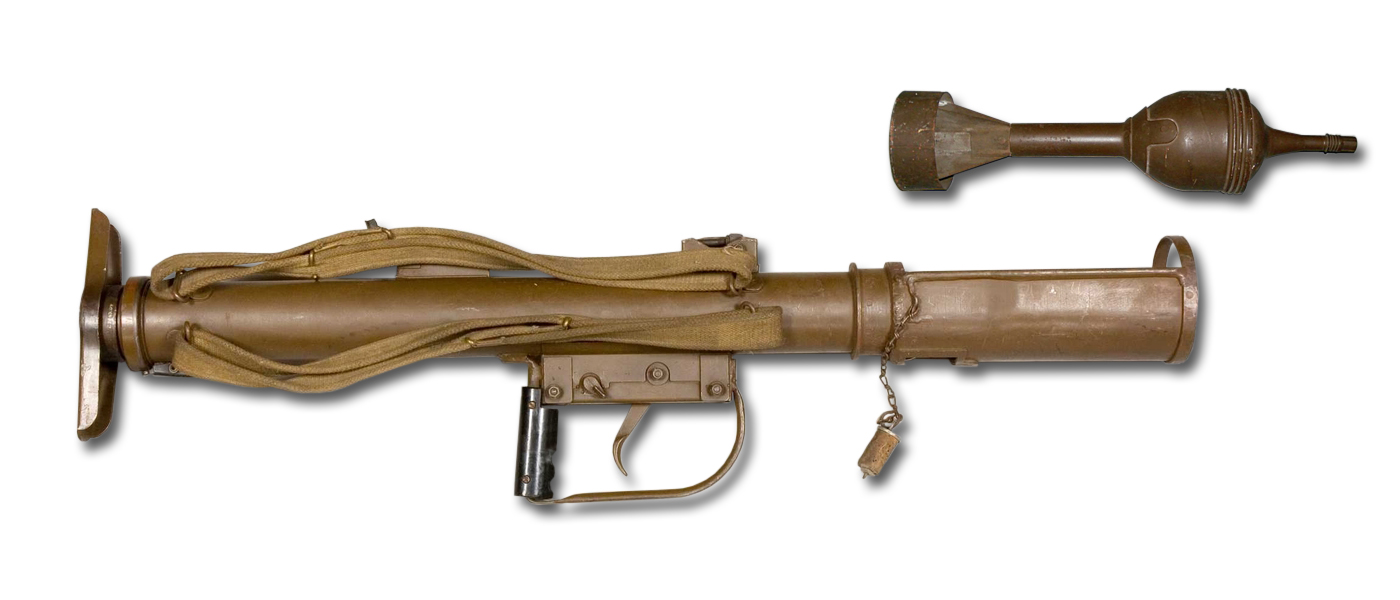
PIAT con Proiettile HEAT

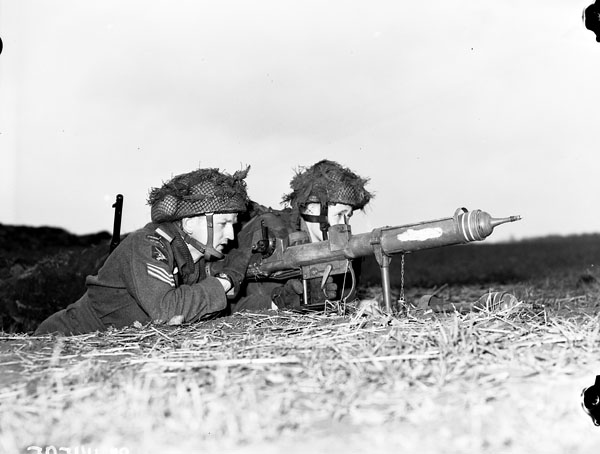
Soldati del 1st Canadian Parachute Battalion con PIAT, 29 marzo 1945

Il PIAT era un sistema più tozzo, e se non altro più compatto del Bazooka statunitense (1m contro 1,38, 100 mm contro 60), tuttavia il peso era più che doppio (14,52 contro 6 kg). Le capacità perforanti erano maggiori, ma la gittata massima era inferiore (340 contro 600 m). La granata era meno pesante rispetto ai 1,6 kg di quella dell'arma statunitense, ma essa aveva una testata in proporzione più pesante. Quando apparve, negli anni del dopoguerra, il Super Bazooka M20, con calibro 89 mm e peso grossomodo simile, anche il vantaggio della potenza perforante venne perso, mentre restava solo quello della compattezza.
Nondimeno, quest'arma aveva complessivamente un grande vantaggio per l'industria britannica, quello di avere una produzione estremamente rapida ed economica. Inoltre non vi erano altre alternative al momento dell'adozione.
Il concetto del PIAT non venne comunque ripreso da altre armi postbelliche, che erano piuttosto progettate come lanciarazzi o cannoni senza rinculo.
L'estremo epigono della genealogia di armi portatili controcarro britanniche, il LAW-80, non ha nessun punto di contatto tecnologico con il PIAT, nondimeno ne conserva vagamente l'aspetto e una certa originalità di progettazione, con un tubo abbastanza corto e tozzo, struttura complessa e con un peso notevole per la categoria, anche per via del fucile di aggiustamento abbinato.